# Hermann von Spaun
Hermann Freiherr von Spaun (Beč, 9. svibnja 1833. – Gorica, 28. svibnja 1919.), admiral Austrougarske ratne mornarice. Zapovjednik Austrougarske ratne mornarice od prosinca 1897. do listopada 1904.

## Životopis
Von Spaun je rođen 1833. u Beču, prijestolnici Carevine Austrije kao sin Josepha von Spauna i Franziske Roner Edle von Ehrenwert.
Oženio se za Emmu Lobmeyr 28. travnja 1893. u Trstu.

## Počasti
Krstarica SMS Admiral Spaun imenovana je u njegovu čast.

## Više informacija
- Austrougarska ratna mornarica

| vojne službe                                  | vojne službe                                                              | vojne službe                   |
| --------------------------------------------- | ------------------------------------------------------------------------- | ------------------------------ |
| prethodnik Maximilian Daublebsky von Sterneck | zapovjednik Austrougarske ratne mornarice prosinac 1897. – listopad 1904. | nasljednik Rudolf Montecuccoli |
| prethodnik Maximilian Daublebsky von Sterneck | načelnik Mornaričke sekcije prosinac 1897. – listopad 1904.               | nasljednik Rudolf Montecuccoli |